# Порт-де-Ванв (станция метро)
«Порт-де-Ванв» (фр. Porte de Vanves; французское произношение: [pɔʁt də vɑ̃v]) — станция 13 линии парижского метрополитена в XV округе.

## История
Станция была открыта 21 января 1937 года как конечная станция в то время 14 линии. 9 ноября 1976 года линия была продолжена до станции «Шатийон — Монруж» и вошла в состав 13 линии. 16 декабря 2006 года стала доступной пересадка на линию трамвая Т3а.
Пассажиропоток по станции по входу в 2011 году, по данным RATP, составил 4 715 395 человек. В 2013 году этот показатель снизился до 4 464 578 пассажиров (103 место по уровню входного пассажиропотока в Парижском метро).

## Достопримечательности
Блошиный рынок Порт-де-Ванв.